# Festival de Verona
El Festival de Verona és un cèlebre festival d'òpera que té lloc cada estiu a l'amfiteatre romà de Verona, a Itàlia. Hi són representades quatre òperes cada any, de vegades acompanyades de concerts de música simfònica o de ballets.
La primera temporada data de 1913, any del centenari del naixement de Giuseppe Verdi, ocasió per a la qual s'escull representar Aïda. El seu origen va ser una idea del tenor Giovanni Zenatello i de la seva esposa catalana, la mezzosoprano Maria Gay. Aïda fou l'únic títol que es va representar el 1913 i 1914. En total han desfilat 58 òperes diferents per l'amfiteatre romà admirablement conservat, però Aïda continua sent la més popular de totes.
Des de 1976 l'organització ha expandit les seves activitats artístiques d'octubre a maig al Teatro Filarmonico reconstruït, després de la seva destrucció a la Segona Guerra Mundial.